# 皮亚扎托雷
皮亚扎托雷（義大利語：Piazzatorre），是意大利贝加莫省的一个市镇。总面积23平方公里，人口446人，人口密度19.4人/平方公里（2009年）。国家统计（ISTAT）代码为016165。